# Hernmarckska expeditionen
Hernmarckska expeditionen var en svensk expedition till Sydamerika under åren 1908 och 1909. Expeditionen leddes av Erland Nordenskiöld. Övriga deltagare från Sverige var Carl Moberg och kalfaktor W. Andersson. Undersökningsområdet var huvudsakligen Gran Chaco i gränsområdet mellan Bolivia och Argentina samt områdena i den nordöstra delen av landet längs gränsen mot Brasilien. Expeditionen döptes efter Arvid Hernmarck som var en av finansiärerna.

## Avresa
Nordenskiöld och Andersson lämnade Sverige på ångfartyget Drottning Sofia 21 februari 1908. På båten träffade de den unge Carl Moberg och det beslutades att han skulle följa med. Sockerfabriken Esperanza i norra Argentina var första målet. Under en månad stannade man här hos ägarna bröderna Leach för att skaffa utrustning. En stor del av arbetskraften utgjordes av människor som kom från Gran Chaco, det område expeditionen hade som mål.

## Pilcomayofloden

Nivaclé fiskar i Rio Pilcomayo 1908. Foto: Erland Nordenskiöld.

Den 5 maj begav sig expeditionen mot Pilcomayofloden och under ca 2 månader utforskade man området. Under denna del av expeditionen var det framför allt chorotes, nivaclé (ashuslay), toba och mataco som man träffade. I slutet av juli reste de vidare via Yacuiba till San Francisco som tidigare varit en missionsstation men som nu var en chiriguanoby. I augusti tillbringade de en vecka hos tapiete inte långt bort från San Francisco. I Caipipendidalen gästade Nordenskiöld chiriguanhövdingen Taruiri. I denna dal kunde de samla in stora mängder etnografika och utförde även arkeologiska utgrävningar.

## Nordöstra Bolivia

Chacobofamilj. Foto: Erland Nordenskiöld.

Efter Pilcomayofloden reste de vidare norrut mot Santa Cruz de la Sierra via Charagua. I oktober korsade de floden Rio Grande. De stannade vid det skulpterade berget (Fuerte de Samaipata) vid Samaipata, i provinsen Florida i en veckas tid. Här fotograferade och dokumenterade Nordenskiöld klippristningar och andra formationer.
I november lämnade de Santa Cruz. I provinsen Sara träffade de Don Casiano Gutierrez. De utförde här arkeologiska undersökningar och gjorde besök hos bland annat churápa. Med motorbåt kunde de ta sig uppför Rio Mamoró och kunde då besöka yuracáre. Vid denna tid lämnade Andersson expeditionen, lockad av gummiindustrin. Andra grupper de besökte var chacobo.
Under perioden mars-maj fortsatte expeditionen med flera exkursioner i gränsområdet mellan Bolivia och Brasilien. Här besökte de bland annat baures och siriono. I Caimanes och de sumpmarker som finns där i provinsen Moxos (Mojos) fann de spår efter en tidigare kultur i form av jordkullar. Här genomfördes arkeologiska undersökningar och en av högarna döptes till mound Hernmarck. Efter utgrävningarna påbörjades återfärden tillbaks till Pilcomayofloden via Santa Cruz. Här skildes Nordenskiölds och Mobergs vägar åt. Nordenskiöld tillbringade två veckor i september 1909 hos munkarna i Santa Rosa och Ivu och kunde under denna tid besöka chané- och chiriguanobyar.